# بوري (البحرين)
قرية بوري هي إحدى القرى في مملكة البحرين، تقع بالمحافظة الشمالية للبحرين، ويحدها من الشرق قرية عالي ومن الغرب الهملة ومن الشمال سار ومن الجنوب مدينة حمد وسوق واقف، يسكنها حوالي ال6000 نسمة.
وتوجد في القرية قليل من المعالم التراثية والحضارية، منها البيوت والمساجد القديمة وبعض من عيون الماء العذبة منها الباقية إلى عصرنا هذا وهما عين بوري وعين حويص وغيرها من العيون التي دفنت في زمننا الحاضر بعد أن نضبت من المياه. تشتهر القرية بمزارعها التي تنتج الخضروات المحلية والتمور، كما وتشتهر القرية بزراعة أشجار النخيل بمختلف الأنواع، ومزارع تربية الدواجن والمواشي رغم أن بوري موقع ليس مثل شقيقتها الخضراء في شرق البحرين التي يتوزع لها الشاطئ الساحلي إلا أن كثرة العيون الحلوة في بوري ساهم في الازدهار الزراعي وتنوع التربة. وقد سميت بوري قديما بمهد العلماء، وذلك لوجود قبور وأضرحة ومزارات أنبغ علماء الدين حيث ولدوا وترعرعوا ودفنوا في أرض بوري، ويوجد المزيد من هذه القبور ولكن للأسف مندثرة مختفية لايعرف أحد عنها شيئاً في الحاضر. مدخل بوري الشرقي هو نفق عالي-بوري الذي يفصل بين القريتين وهو أول نفق أنشأ في مملكة البحرين لكن الحكومة تكرار ما تغلقة بحجة الصيانة إلا أنه دائما ما يمتلئ ماء في موسم الأمطار. أما عن المدخل الثاني من جهة الغرب فهو دوار الشهيد عبد الرسول الحجيري ويباشره مستشفى الأمل الخاص.

## من المؤسسات الاجتماعية في قرية بوري
1. جمعية بوري الخيرية (صندوق بوري الخيري سابقا)
2. هيئة الموكب الحسيني
3. مشروع العمل الإسلامي
4. نادي بوري الرياضي والثقافي
5. المآتم وبرامجه الاجتماعية

## مآتم قرية بوري

ماتم الطويلة(القديم) في قرية بوري.

- مأتم الامام الصادق
- مأتم الإمام الباقر
- مأتم الطويلة [3]
- مأتم الامام علي
- مأتم الامام الرضا

## مساجد قريه بوري
مسجد حويص
مسجد الحوطة
- مسجد بوري الكبير
- جامع الرسول
- مسجد الكوكب
- مسجد علي بن علي
- مسجد وضريح الشيخ محمد بن زيد
- مسجد الزهراء

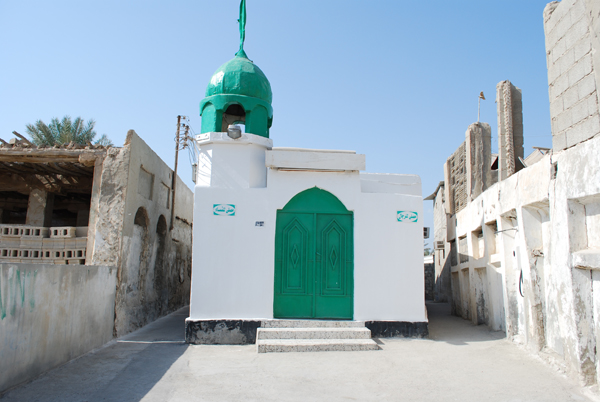
مسجد علي بن علي في قريه بوري.

- مسجد الزهراء في المنطقة الجديدة (منطقة السيل)
- مسجد الكويلية